# Fondazione Klaus Tschira
Fondazione Klaus Tschira (o in tedesco Klaus Tschira Stiftung (KTS)) è una fondazione tedesca fondata dal fisico Klaus Tschira nel 1995 come organizzazione no profit.
Il suo obiettivo primario è sostenere progetti d'informatica, di scienze naturali e matematica.
Il KTS pone enfasi sulla pubblica comprensione nei predetti campi.
Ha sede a Villa Bosch a Heidelberg in Germania, l'ex residenza del premio Nobel per la chimica Carl Bosch (1874–1940).